# OpoPOP
opoPOP je studiové album českého hudebního souboru wrgha POWU orchestra. Vydáno a pokřtěno bylo 10. března 2012 v Malostranské besedě. Album je velice rozmanité – kombinuje rozdílné žánry a střídá různé výrazové polohy.
Deska byla zařazena do seznamu 14 nejlepších českých alb roku 2012, který je každoročně sestavován v pořadu „Neon“ Českého rozhlasu Pardubice.

## Seznam skladeb
1. Uvertür – 1:54
2. Follow Me – 7:55
3. Kuličky – 5:19
4. Gaštanové ráno – 6:01
5. Dada – 5:19
6. Via sms – 5:15
7. Miminko – 5:43
8. Na kolotoči – 3:05
9. Říkadlo – 6:48
10. The Memory of Morava – 7:35
11. Ag'l mags – 5:01

## Obsazení

### wrgha POWU orchestra
- Tomáš Sýkora – piano, samply
- Jakub Šnýdl – klarinet, tenor sax, zpěv
- Nina Marinová – I. housle, zpěv
- Štěpánka Balcarová – trumpeta
- Milan Jakeš – II. housle, zpěv
- Michal Šťulík – akordeon
- Ilia Chernoklinov – viola
- José De La Hoz – kytara
- Šimon Marek – cello
- Vlado Micenko – kontrabas, baskytara
- Dušan Navařík – flétna, zpěv
- Petr Mikeš – bicí, perkuse

### Hosté
- Michal Šinka – kytara
- Tomáš Reindl – tabla
- Terezie Švarcová – zpěv
- Daniel Chudovský – zpěv
- Uncle Sámo – rap